# Ян Пйотр Опалінський
Ян Пйотр Опалінський (пол. Jan Piotr Opaliński; 1601—1665) — державний і військовий діяч, урядник Королівства Польського в Речі Посполитій.

## Життєпис
Походив з польського шляхетського роду Опалінських гербу Лодзя. Молодший син Петра Опалінського, крайчого великого коронного, і Ельжбети Зборовської. Народився у 1601 році вже після смерті батька, що сталася 1600 року.
Здобув навчання під опікою матері. 1621 року брав участь у Перший битві під Хотином. 1624 року оженився з представницею магнатського роду Лещинських. Того ж року отримав староства каліське, срьомське (до 1631 року). У 1628 році стає підкоморієм каліським (до 1650 року). За цим отримав староства одолянувське, лосицьке, конінське.
1638 року призначено підстолієм великим коронним. У 1638—1639 роках був депутатом Коронного трибуналу від Познанського воєводства. У 1641—1642 роках знову стає депутатом Коронного трибуналу. 1642 року обирається послом на вальний сейм.
1645 року стає стольником великим коронним (до 1651 року). З 1648 року бере участь у головних битвах проти українського війська під проводом гетьмана Богдана Хмельницького.
1651 року призначено підчашим великим коронним. 1653 року стає воєводою підляським. Організував оборону меж Королівства Польського від трансильванців і українських козаків. Під час шведського вторгнення до Речі Посполитої у 1655—1657 роках воював проти окупантів. У 1657 році був учасників бойових дій проти шведів у Данії.
1660 року отримує посаду воєводи каліського. Помер у 1665 році.

## Родина
Дружина — Катерина, донька Вацлава Лещинського, великого канцлера коронного.
Діти:
- Анна, дружина Войцеха Емеріка Млечко, воєводи підляського
- Ян (1629—1684), воєвода іновроцлавський, каліський, і брест-куявський
- Казимир Ян (1639—1693), єпископ холмський
- Петро Опалінський (1640—1691), воєвода ленчицький
- Маріанна (1644 — після +1699), дружина: 1) Станіслава Грудзинського, каштеляна рогозьнського; 2) Каспера Модлібовського, стольника познанського; 3) Анджея Марциана Зебжідовського, старости рогозьнського